# Les Barbares (film)
Pour les articles homonymes, voir Les Barbares.
Pour plus de détails, voir Fiche technique et Distribution.
Les Barbares, film français réalisé par Julie Delpy, sorti en 2024, raconte l'immigration de réfugiés syriens, inquiétant des habitants d'une petite ville tranquille de province, qui attendaient des réfugiés ukrainiens.
Il est sélectionné dans la section « Les avant-premières » du Festival du film francophone d'Angoulême, en août 2024.

## Synopsis
À Paimpont, en Bretagne, les habitants préparent l'accueil d’une famille de réfugiés ukrainiens. L'institutrice à l'origine de ce projet informe bientôt le maire qu'en raison de la « pénurie » de réfugiés Ukrainiens, la préfecture envoie une famille de réfugiés originaire de Syrie. L'inquiétude et la division gagnent les habitants.

## Fiche technique
Sauf indication contraire, les informations mentionnées dans cette section peuvent être confirmées par la base de données cinématographiques Unifrance,  présente dans la section « Liens externes ».
- Titre original : Les Barbares
- Réalisation : Julie Delpy
- Scénario : Julie Delpy, Matthieu Rumani et Nicolas Slomka, en collaboration avec Léa Doménach
- Musique : Philippe Jakko
- Décors : Quentin Millot
- Costumes : Amandine Cros
- Photographie : Georges Lechaptois
- Son : Victor Praud, Julien Sicart et Tristan Pontécaille
- Montage : Camille Delprat
- Production : Michaël Gentile
- Sociétés de production : The Film, en coproduction avec Le Pacte, en association avec 6 SOFICA
- Sociétés de distribution : Le Pacte (France) ; Athena Films (Belgique)
- Pays de production :  France
- Langue originale : français
- Format : couleur – 1,85:1 – son 5.1
- Genre : comédie
- Durée : 101 minutes
- Dates de sortie :
  - France : 27 août 2024 (Festival du film francophone d'Angoulême)[3] ; 18 septembre 2024 (sortie nationale)[4]
  - Belgique : 18 septembre 2024
  - Suisse romande : 25 septembre 2024

## Distribution
- Julie Delpy : Joëlle Lesourd
- Sandrine Kiberlain : Anne Poudoulec
- Laurent Lafitte : Hervé Riou
- Ziad Bakri : Marwan Fayad
- Jean-Charles Clichet : Sébastien Lejeune
- India Hair : Géraldine Riou
- Dalia Naous : Louna Fayad
- Mathieu Demy : Philippe Poudoulec
- Monsieur Fraize : Johnny Jannou
- Émilie Gavois-Kahn : Marylin Legall
- Albert Delpy : Yves Auteuil
- Brigitte Roüan : Jacqueline Moulin
- Rita Hayek : Alma Fayad
- Fares Helou : Hassan Fayad
- Ninar : Dina Fayad
- Adam : Wael Fayad
- Daniel Morin : Didier Legall
- Maxime Bergeron : Théo Legall
- Franc Bruneau : le réalisateur du reportage
- Dimitris Birbilis : Elias
- Walid Ben Mabrouk : Madjid
- Nathaël Cheminel : Bertrand
- Louis Bellec : Gwendal Riou

## Production

### Développement
En 2021, Matthieu Rumani et Nicolas Slomka accompagnent Julie Delpy, avec la collaboration d’Elsa Domenach, dans l'écriture de son film Les Barbares, produit par Michaël Gentile pour la société The Film,.

« Matthieu Rumani et Nicolas Slomka m’ont ainsi aidée à recueillir des témoignages de femmes et d’hommes rencontrés via des associations dédiées. Bien que nous soyons sur le ton de la comédie, je voulais que tout ce qui se passe dans le film s’appuie sur la réalité. L’écriture reposait sur une structure clairement définie au départ. Nous nous sommes ensuite réparti tous les trois des séquences et avons avancé chacun de notre côté. Nous échangions en permanence nos idées grâce à de constants allers-retours. Les Barbares est un film choral où chaque personnage devait exister au-delà de l’image qu’il renvoie de prime abord, chacun possédant une fantaisie plus ou moins secrète. Dans cette histoire les personnages sont très nombreux, réussir à les faire coexister sur le papier a été un travail de longue haleine. Une fois la première version du scénario écrite, nous avons demandé le soutien de Léa Domenach, dont la fraîcheur du regard nous a permis de rééquilibrer les choses. »

— Julie Delpy
Mi-avril 2023, le tournage est prévu en juin et juillet suivant, à Paimpont, en forêt de Brocéliande en Ille-et-Vilaine. Le Pacte assure la distribution du film dans les salles françaises.

### Attribution des rôles
Mi-avril 2023, alors que production The Film recherche des enfants et des adolescents pour des rôles et de la figuration, Sandrine Kiberlain et Laurent Lafitte sont révélés dans les rôles principaux. En juillet, India Hair, Jean-Charles Clichet, Ziad Bakri, Mathieu Demy, Marc Fraize, Brigitte Roüan, Fares Helou et Albert Delpy, ainsi que Julie Delpy, y participent également.

### Tournage
Le tournage débute le 19 juin 2023 en Bretagne, surtout à Paimpont (Ille-et-Vilaine) pour la forêt de Brocéliande, et prend fin le 28 juillet suivant.

### Musique
La musique du film est composée par Philippe Jakko.

## Accueil

### Festival et sortie
Les Barbares est projeté en avant-première, en ouverture, le 27 août 2024, au Festival du film francophone d'Angoulême. D'abord annoncé pour le 11 septembre 2024, le film sort finalement une semaine après, avec une révélation de sa bande-annonce.

### Accueil critique
Sur le site Allociné, la moyenne des notes presse est de 3,3 et celle des spectateurs, de 2,9.
Pour Clément Colliaux du journal Libération, en dépit de quelques « scènes touchantes », ce film sur le racisme de villageois bretons « verse dans la caricature de la ruralité ».
Frédéric Foubert du magazine Première considère, quant à lui, que « cette comédie humaniste aux ficelles un peu épaisses »  est rattrapée par ses comédiens.
Mathilde Grasset note dans les Cahiers du cinéma que Julie « Delpy montre sans rien nous apprendre la petitesse de Français peureux et incompétents ».